# Bohdzie
Bohdzie (biał. Багдзі; ros. Богди) – wieś na Białorusi, w obwodzie grodzieńskim, w rejonie wołkowyskim, w sielsowiecie Izabelin. W źródłach występuje także nazwa Bogdzie.
W dwudziestoleciu międzywojennym wieś i osada Bohdzie leżały w Polsce, w województwie białostockim, w powiecie wołkowyskim, w gminie Izabelin.